# 冒号
冒号（： 英語：）是多種語文的標點符號，通常用於注釋、列表或引文引語之前，有提起下文或总结上文的效果。符號為垂直大小相同的兩點，在現代漢語、英文等語言外表大致相同。

## 用例
1. 用在稱呼語或「說」、「想」、「是」、「例如」、「如下」等字詞後邊，提起下文。
2. 用在總說性話語的後邊，表示引起下文的分說。
3. 用在需要解釋的詞語後邊，表示引出解釋或說明。
4. 總括性話語的前邊，也可以用冒號，以總結上文。以上四點參考[1]。
5. 用在总起下文，或举例说明上文[2]。

### 總起下文
科學家經常認為只有生命體會展現以下全部現象：體內平衡、組織性、新陳代謝、生長、適應、對刺激作出反應、繁殖。

### 舉例說明上文
維基條目應以條目名稱開始。例如：維基中，水的條目，即以水作為該條目敘述的開始。

## 電腦
冒號在 Unicode 字符是 U+003A「:」。
全形冒號是 U+FF1A：
- 台港澳和日本標準為置中，如，直排時亦然；日本直排時則會打撗
- 中国大陆標準為靠左下，如，直排時則靠右上；Unicode 4.1 增加配合中國大陸寫法之「垂直冒號（PRESENTATION FORM FOR VERTICAL COLON），U+FE13」「︓」[3]，以兼容 GB 18030。
- 另有「小冒號（SMALL COLON）」在 U+FE55，源自 中文標準交換碼 / 大五碼。

## 外部連結
- . On-line Writing Lab. Northland Community and Technical College（英语：Northland Community and Technical College）.   [2013-12-02]. （原始内容存档于2014-10-16）.